# Giuda Maccabeo (Händel)
Giuda Maccabeo (HWV 63) è un oratorio in tre atti composto nel 1746 da Georg Friedrich Händel basato su un libretto scritto da Thomas Morell. L'oratorio fu ideato come un omaggio al Principe Guglielmo Augusto, duca di Cumberland, vittorioso dopo il suo ritorno dalla battaglia di Culloden, 16 aprile 1746. Altri cataloghi della musica di Händel riportano il lavoro come HG XXII; e l'HHA 1/24.

## Trama
Il libretto di Morell è basato sul testo deuterocanonico del Primo libro dei Maccabei (2–8), con concetti aggiunti dalla Antichità giudaiche di Flavio Giuseppe.
Gli eventi descritti nel oratorio risalgono al periodo 170-160 a.C., quando la Giudea era governata dall'Impero seleucida, che era impegnata a distruggere la religione ebraica. Essendo i Seleucidi devoti al culto di Zeus, molti ebrei obbedivano sotto la minaccia di persecuzioni; tuttavia, altri no. Uno di quelli che oppose resistenza fu l'anziano sacerdote Mattatia che aveva ucciso un compagno Ebreo che stava per offrire un sacrificio pagano. Dopo aver distrutto un altare pagano, Mattatia si ritirò verso le colline e raccolse altri che erano disposti a combattere per la loro fede.
La musica di Händel descrive gli umori mutevoli del popolo ebraico dall'abbattimento alla gioia, quando le loro sorti cambiano.

### Parte 1
Il popolo piange per la morte della loro guida Mattatia, ma suo figlio Simone cerca di restituire loro la fede e li incita a combattere (Arm, arm, ye brave). Il fratello di Simone, Giuda Maccabeo, assume il ruolo di capo e incita il popolo con pensieri di libertà e di vittoria attraverso il potere di Geova.

### Parte 2
Il popolo è stato vittorioso, ma Giuda è preoccupato del fatto che la vanità farà sì che la gente rivendicherà la vittoria per sé. Quando arriva la notizia che il comandante seleucide Gorgia si appresta a mettere in atto la vendetta, lo stato d'animo gioioso della gente lascia il posto al pianto e allo sconforto (Ah! wretched Israel!). Giuda raduna ancora il popolo (Sound an alarm) e insiste sul fatto che gli altari pagani devono essere distrutti e che le false religioni devono essere combattute.

### Parte 3
La vittoria è stato finalmente conquistata per il popolo ebraico (See, the Conqu'ring Hero Comes!). Arriva la notizia che Roma è disposta a formare un'alleanza con Giuda contro l'impero seleucide. Il popolo si rallegra che finalmente è tornata la pace per il proprio paese (O lovely peace).

## Prima esecuzione
| La prima esecuzione ebbe luogo il 1 aprile 1747 al Covent Garden, e Giuda Maccabeo divenne uno degli oratori più popolari di Händel. Il General Advertiser (uscito il giorno prima del concerto) annunciò l'evento così: |

Al Teatro Reale, Covent-Garden

Domani, sarà eseguito un nuovo Oratorio

Intitolato

GIUDA MACCABEO

Con un nuovo concerto

Platea e Palchi saranno messi insieme e nessuno

Sarà ammesso senza il biglietto

che sarà consegnato quel giorno, in ufficio al

Covent-Garden Theatre, a mezza ghinea ciascuno

Prima Galleria 5s; Seconda Galleria 3s.6d.

Le gallerie saranno aperte alle

quattro e mezzo.

Platea e Palchi alle cinque.

Per iniziare alle sei e mezza.

## Ruoli
| Ruolo                                | Voce         | Cast della prima del 1747 |
| ------------------------------------ | ------------ | ------------------------- |
| Giuda Maccabeo                       | Tenore       | John Beard                |
| Uomo israelita                       | mezzosoprano | Caterina Galli            |
| Donna israelita                      | Soprano      | Elisabetta de Gambarini   |
| Simone, fratello di Giuda            | basso        | Thomas Reinhold           |
| Eupolemus, Ambasciatore ebreo a Roma | basso        | Thomas Reinhold           |
| Primo Messaggero                     | contralto    |                           |
| Secondo Messaggero                   | basso        |                           |
| Coro di Israeliti                    |              |                           |
| Coro di Giovani                      |              |                           |
| Coro di Vergini                      |              |                           |

Il famoso coro  See, the Conqu'ring Hero Comes! fu composto durante l'estate del 1747 per il successivo oratorio di Händel, Joshua. Sull'onda della popolarità, forse nel 1751, Händel lo aggiunse a  Giuda Maccabeo, e così ora fa parte integrante, legittimamente, di entrambi gli oratori.

## Utilizzi dell'oratorio
La Halifax Choral Society possiede un manoscritto che dovrebbe essere una nuova orchestrazione dell'oratorio da parte di Mozart.
Ludwig van Beethoven compose dodici variazioni su See, the Conqu'ring Hero Comes! per piano e violoncello nel 1796 (WoO 45). Nel 1884 lo scrittore svizzero Edmond Louis Budry scrisse nuovi versi in francese per lo stesso coro, quando compose l'inno pasquale "À toi la gloire, O Ressuscité!", che fu poi tradotto in inglese come "Thine Be the Glory". Anche See, the Conqu'ring Hero Comes! divenne popolare essendo la melodia invariabilmente interpretata dalle bande di ottoni in apertura di nuove linee ferroviarie e stazioni in Gran Bretagna nel corso del XIX secolo e fu adottato come un movimento della Fantasia on British Sea Songs di Sir Henry Wood, suonata alla BBC Proms.
Come, ever smiling Liberty, / And with thee bring thy jocund train è cantata da Maria, l'eroina del romanzo di Mary Wollstonecraft Maria or, The Wrongs of Woman (1798), nel punto in cui lei crede di essere sfuggita dal marito violento. Lei chiama il suo stato di "libertà relativa", suggerendo con questo che "il treno della felicità è rimasto molto indietro!", dato che lei non ricava alcun piacere nel suo bisogno di separazione.
Giuda Maccabeo fu tradotto in tedesco e pubblicato nel 1866 come Volume 22 dello Händel-Gesellschaft. Una traduzione in ebraico di Aharon Ashman, preparata per il 1932 Maccabiah Games, divenne popolare a Israele durante l'Hanukkah. Un'altra versione ebraica dell'Hanukkah (non una traduzione) fu scritta dal poeta ed autore per ragazzi israeliano Levin Kipnis.
Ai giorni nostri, un'interpretazione strumentale del coro è suonata durante le cerimonie di premiazione delle scuole giapponesi, mentre i destinatari passano sul palcoscenico per ricevere il loro premio.

## Orchestrazione
La seguente strumentazione fu riportata da Chrysander nell'edizione del 1866 della Händel-Gesellschaft:
- violini I, II
- viole
- violoncello
- bassi (contrabbassi, bassi)
- flauti dolci I, II
- oboi I, II
- flauti I, II (traversa)
- corni I, II
- trombe I, II, III
- fagotti I, II
- timpani
- organo
- clavicembalo

## Movimenti
La seguente tabella riassume i movimenti dell'oratorio.
| Parte | No. | Tipo                                   | Titolo                                  | Voci                                                                                   | Tempo                             | Indicazione Tempo | Indicazione Chiave     |
| ----- | --- | -------------------------------------- | --------------------------------------- | -------------------------------------------------------------------------------------- | --------------------------------- | ----------------- | ---------------------- |
| 1     | 1   | Overture                               |                                         |                                                                                        | Largo, Allegro, Largo             | 4/4, 3/8, 4/4     | sol minore             |
| 1     | 2   | Coro                                   | Mourn, ye afflicted children            | Soprano, Contralto, Tenore, Basso                                                      | Largo                             | 4/4               | do minore              |
| 1     | 3   | Recitativo                             | Well may your sorrows                   | Uomo Israelita (Tenore)                                                                |                                   | 4/4               |                        |
| 1     | 4   | Duetto                                 | From this dread scene                   | Uomo Israelita (Tenore), Donna Isrlaelita (Contralto)                                  | Andante e staccato                | 3/4               | sol minore             |
| 1     | 5   | Coro                                   | For Sion lamentation make               | Soprano, Contralto, Tenore, Basso                                                      | Larghetto e un poco piano, Adagio | 12/8, 4/4         | fa minore              |
| 1     | 6   | Recitativo                             | Not vain is all this storm of grief     | Simone                                                                                 |                                   | 4/4               |                        |
| 1     | 7   | Aria                                   | Pious orgies                            | Donna Isrlaelita                                                                       | Largo e sostenuto                 | 4/4               | mi bemolle maggiore    |
| 1     | 8   | Coro                                   | O Father, whose Almighty power          | Soprano, Contralto, Tenore, Basso                                                      | Larghetto, Allegro                | 3/4, 4/4          | si bemolle maggiore    |
| 1     | 9   | Recitativo (accompagnato)              | I feel the Deity within                 | Simone                                                                                 |                                   | 4/4               |                        |
| 1     | 10  | Aria                                   | Arm, arm, ye brave                      | Simone                                                                                 | Allegro                           | 4/4               | do maggiore            |
| 1     | 11  | Coro                                   | We come, in bright array                | Soprano, Contralto, Tenore, Basso                                                      | Allegro                           | 3/4               | do maggiore            |
| 1     | 12  | Recitativo                             | ‘Tis well, my friends                   | Giuda Maccabeo                                                                         |                                   | 4/4               |                        |
| 1     | 13  | Aria                                   | Call forth thy powers                   | Giuda Maccabeo                                                                         | Allegro                           | 4/4               | re maggiore            |
| 1     | 14  | Recitativo                             | To Heaven’s Almighty King we kneel      | Donna Isrlaelita                                                                       |                                   | 4/4               |                        |
| 1     | 15  | Aria                                   | O Liberty, thou choicest treasure       | Donna Isrlaelita                                                                       | Largo                             | 4/4               | la maggiore            |
| 1     | 16  | Aria                                   | Come, ever-smiling Liberty              | Donna Isrlaelita                                                                       | Andante                           | 6/8               | la maggiore            |
| 1     | 17  | Recitativo                             | O Judas, may these noble views inspire  | Uomo Israelita                                                                         |                                   | 4/4               |                        |
| 1     | 18  | Aria                                   | ‘Tis Liberty                            | Uomo Israelita                                                                         | Larghetto, Adagio, Larghetto      | 4/4               | mi maggiore            |
| 1     | 19  | Duetto                                 | Come, ever-smiling Liberty              | Donna Isrlaelita, Uomo Israelita (mezzosoprano)                                        | Andante                           | 6/8               | la maggiore            |
| 1     | 20  | Coro                                   | Lead on, lead on                        | Soprano, Contralto, Tenore, Basso                                                      | Allegro                           | 4/4               | re maggiore            |
| 1     | 21  | Recitativo (end accompanied)           | So willed my father                     | Giuda Maccabeo                                                                         |                                   | 4/4               |                        |
| 1     | 22  | Coro                                   | Disdainful of danger                    | Contralto, Tenore, Basso                                                               | Allegro                           | 3/8               | sol maggiore           |
| 1     | 23  | Recitativo                             | Ambition! if e’er honour was thine aim  | Giuda Maccabeo                                                                         |                                   | 4/4               |                        |
| 1     | 24  | Aria                                   | No unhallow’d desire                    | Giuda Maccabeo                                                                         | Allegro                           | 6/8               | si bemolle maggiore    |
| 1     | 25  | Recitativo                             | Haste we, my brethren                   | Uomo Israelita (Tenore)                                                                |                                   | 4/4               |                        |
| 1     | 26  | Coro                                   | Hear us, O Lord                         | Soprano, Contralto, Tenore, Basso                                                      | A tempo giusto                    | 4/4               | fa maggiore            |
| 2     | 27  | Coro                                   | Fallen is the foe                       | Soprano, Contralto, Tenore, Basso                                                      | Allegro moderato                  | 4/4               | re minore              |
| 2     | 28  | Recitativo                             | Victorious hero                         | Uomo Israelita                                                                         |                                   | 4/4               |                        |
| 2     | 29  | Aria                                   | So rapid thy course is                  | Uomo Israelita                                                                         | Allegro, Adagio (last five bars)  | 3/8               | sol maggiore           |
| 2     | 30  | Recitativo                             | Well may hope our freedom to receive    | Uomo Israelita (Soprano)                                                               |                                   | 4/4               |                        |
| 2     | 31  | Duetto                                 | Sion now her head shall raise           | Donna Isrlaelita, Uomo Israelita (Soprano)                                             | Andante                           | 3/4               | sol maggiore           |
| 2     | 32  | Coro                                   | Tune your harps                         | Soprano (1st & 2nd), Contralto, Tenore, Basso                                          | Andante                           | 3/4               | sol maggiore           |
| 2     | 33  | Recitativo                             | O let eternal honours crown his name    | Donna Isrlaelita                                                                       |                                   | 4/4               |                        |
| 2     | 34  | Aria                                   | From mighty kings he took the spoil     | Donna Isrlaelita                                                                       | Andante, Allegro (fine)           | 12/8, 4/4 (fine)  | la maggiore            |
| 2     | 35  | Duetto                                 | Hail, Judea, happy land                 | Uomo Israelita (Contralto), Donna Isrlaelita                                           | Allegro                           | 4/4               | re maggiore            |
| 2     | 36  | Coro                                   | Hail, Judea, happy land                 | Soprano, Contralto, Tenore, Basso                                                      | Allegro                           | 4/4               | re maggiore            |
| 2     | 37  | Recitativo                             | Thanks to my brethren                   | Giuda Maccabeo                                                                         |                                   | 4/4               |                        |
| 2     | 38  | Aria                                   | How vain is man who boasts in fight     | Giuda Maccabeo                                                                         | Andante                           | 4/4               | fa maggiore            |
| 2     | 39  | Recitativo                             | O Judas! O my brethren                  | Messaggero Israelita (Contralto)                                                       |                                   | 4/4               |                        |
| 2     | 40  | Aria                                   | Ah! wretched Israel                     | Donna Isrlaelita                                                                       | Largo                             | 3/4               | do minore              |
| 2     | 41  | Coro                                   | Ah! wretched Israel                     | Soprano, Contralto, Tenore, Basso                                                      | Largo, Adagio (ending)            | 3/4               | do minore              |
| 2     | 42  | Recitativo                             | Be comforted                            | Simone                                                                                 |                                   | 4/4               |                        |
| 2     | 43  | Aria                                   | The Lord worketh wonders                | Simone                                                                                 | Allegro                           | 4/4               | la minore              |
| 2     | 44  | Recitativo                             | My arms! against this Gorgias will I go | Giuda Maccabeo                                                                         |                                   | 4/4               |                        |
| 2     | 45  | Air                                    | Sound an alarm                          | Giuda Maccabeo                                                                         | Allegro                           | 6/8               | re maggiore            |
| 2     | 46  | Coro                                   | We hear                                 | Soprano, Contralto, Tenore, Basso                                                      | Allegro                           | 6/8               | re maggiore            |
| 2     | 47  | Recitativo                             | Enough! to Heaven we leave              | Simone                                                                                 |                                   | 4/4               |                        |
| 2     | 48  | Aria                                   | With pious hearts                       | Simone                                                                                 | Larghetto                         | 3/4               | sol minore             |
| 2     | 49  | Recitativo                             | Ye worshippers of God                   | Uomo Israelita (Contralto)                                                             |                                   | 4/4               |                        |
| 2     | 50  | Aria                                   | Wise men, flattering, may deceive you   | Donna Isrlaelita                                                                       | Larghetto                         | 3/4               | fa maggiore            |
| 2     | 51  | Duetto                                 | O never bow we down                     | Donna Isrlaelita, Uomo Israelita (Contralto)                                           | Andante                           | 3/4               | do minore              |
| 2     | 52  | Coro                                   | We never will bow down                  | Soprano, Contralto, Tenore, Basso                                                      | Andante                           | 3/4               | do minore, do maggiore |
| 3     | 53  | Aria                                   | Father of Heaven                        | Sacerdote                                                                              | Andante larghetto                 | 4/4               | fa maggiore            |
| 3     | 54  | Recitativo                             | See, see yon flames                     | Uomo Israelita (Contralto)                                                             |                                   | 4/4               |                        |
| 3     | 55  | Recitativo                             | O grant it, Heaven                      | Donna Isrlaelita                                                                       |                                   | 4/4               |                        |
| 3     | 56  | Aria                                   | So shall the lute and harp awake        | Donna Isrlaelita                                                                       | Allegro, Adagio (ending)          | 4/4               | si bemolle maggiore    |
| 3     | 57  | Recitativo                             | From Capharsalama                       | Messaggero Israelita (Contralto), Messaggero Israelita (Basso)                         |                                   | 4/4               |                        |
| 3     | 58  | Coro di Giovani; Coro di Vergini; Coro | See the conquering hero comes           | Soprano (1st & 2nd), Contralto; Soprano (1st & 2nd); Soprano, Contralto, Tenore, Basso |                                   | 2/2               | sol maggiore           |
| 3     | 59  | Marcia                                 |                                         |                                                                                        | Allegro                           | 2/2               | sol maggiore           |
| 3     | 60  | Duetto; Coro                           | Sing unto God                           | Contralto, Tenore; Soprano, Contralto, Tenore, Basso                                   | Allegro                           | 4/4               | re maggiore            |
| 3     | 61  | Recitativo                             | Sweet flow the strains                  | Giuda Maccabeo                                                                         |                                   | 4/4               |                        |
| 3     | 62  | Aria                                   | With honour let desert be crowned       | Giuda Maccabeo                                                                         | Andante larghetto                 | 4/4               | la minore              |
| 3     | 63  | Recitativo                             | Peace to my countrymen                  | Eupolemus                                                                              |                                   | 4/4               |                        |
| 3     | 64  | Coro                                   | To our great God                        | Soprano, Contralto, Tenore, Basso                                                      | Allegro                           | 4/4               | sol minore             |
| 3     | 65  | Recitativo                             | Again to earth let gratitude descend    | Donna Isrlaelita                                                                       |                                   | 4/4               |                        |
| 3     | 66  | Duetto                                 | O lovely peace                          | Donna Isrlaelita, Uomo Israelita (Contralto)                                           | Allegro                           | 6/8               | sol maggiore           |
| 3     | 67  | Aria                                   | Rejoice, O Judah                        | Simone                                                                                 | Andante allegro                   | 4/4               | re maggiore            |
| 3     | 68  | Coro                                   | Hallelujah, Amen                        | Soprano, Contralto, Tenore, Basso                                                      | Allegro, Adagio (ending)          | 4/4               | re maggiore            |

## Registrazioni
| Anno | Cast: Giuda Maccabeo, Donna Israelita, Simone, Uomo Israelita, Un messaggero, Israelita          | Direttore, orchestra e coro                                                      | Etichetta                              |
| ---- | ------------------------------------------------------------------------------------------------ | -------------------------------------------------------------------------------- | -------------------------------------- |
| 1963 | Jan Peerce, Martina Arroyo, David Smith, Mary Davenport, Lawrence Avery                          | Thomas Scherman, Opera di Stato di Vienna Orchestra e Vienna Academy Chorus      | CD: VoxBox Cat: 5125                   |
| 1971 | Alexander Young, Heather Harper, John Shirley-Quirk, Helen Watts, Patricia Clark, Jean Temperley | Johannes Somary, English Chamber Orchestra and Amor Artis Chorale                | CD: Vanguard Classics Cat: OVC 4072    |
| 1977 | Ryland Davies, Felicity Palmer, John Shirley-Quirk, Janet Baker, Paul Esswood, Christopher Keyte | Charles Mackerras, English Chamber Orchestra e Wandsworth School Choir           | CD: DGG Cat: 447692                    |
| 1993 | Guy de Mey, Lisa Saffer, David Thomas, Patricia Spence, Brian Asawa, Leroy Kromm                 | Nicholas McGegan, Philharmonia Baroque Orchestra and U.C. Berkley Chamber Chorus | CD: Harmonia Mundi Cat: HMX 2907374.75 |